# Ladislav IV. Kumanac
Ladislav IV. Kumanac (mađ. IV. Kun László) (?, 5. kolovoza 1262. – Cheresig, Rumunjska, 10. srpnja 1290.), hrvatsko-ugarski kralj (1272. – 1290.) iz dinastije Arpadović. Pretposljednji je Arpadović na hrvatsko-ugarskom prijestolju.

## Životopis

### Dolazak na prijestolje
Ladislav IV. Kumanac je bio sin Stjepana V. (1270. – 1272.) i kumanske princeze Elizabete, po kojoj je i dobio nadimak Kumanac. Budući da je po preuzimanju kraljevske krune bio maloljetni dječak, nalazio se pod skrbništvom majke Elizabete, koja je do 1277. godine upravljala državom umjesto njega, a glavni joj je pomagač bio njen ljubimac, ugarski velikaš Joakim Pektar iz roda Gut-Keled. Plemstvo je pristajalo uz mladog kralja, jer se bojalo češkog kralja Premysla Otakara II. Naime on je potpomogao bunu svog šurjaka Bele Rastislavovića, a kada je ovaj poginuo, napao je Ugarsku i zauzeo njen zapadni dio.

### Prilike u Hrvatskoj i Slavoniji
Za vladavine mladog kralja posve je oslabila kraljevska vlast. U početku je razlog za to bila kraljeva maloljetnost, a kasnije njegov raskalašen život. Zbog toga je ojačalo plemstvo, koje je vodilo građanske ratove u Slavoniji, gdje su svoju samovolju nametnule moćne velikaške obitelji Gisingovaca, Gut-Keleda i Babonića. Istovremeno su se osilili i Krčki knezovi u primorju od Trsata do Senja i do podnožja Gvozda, a osobito se osamostalio velikaški rod Šubića Bribirskih koji su nametnuli svoju vlast i dalmatinskim gradovima, izuzev Zadra.
U Slavoniji je 1273. godine slavonskim banom postao Matija Čak, koji je iste godine sazvao prvi poznati slavonski sabor (Congregatio generalis regni Sclavoniae), na kojem se raspravljalo o porezima, sudstvu i vojnim obvezama. Godine 1274. na banskoj stolici ga je naslijedio Henrik Gisingovac. On se već iduće godine s Joakimom Pektarom i drugim velikašima podigao bunu protiv kralja i kraljice majke Elizabete. Nezadovoljnici su oteli kraljeva brata hercega Andriju i proglasili ga kraljem. No kraljevska vojska nanijela im je težak poraz, pri čemu je poginuo ban Henrik Gisingovac. Kralj se ubrzo ponovno izmirio s Gisingovcima, a Joakim Pektar je pomilovan i vratio se na dvor. U ratu protiv Babonića, koji su se pobunili protiv kraljice i Pektara, poginuo je Joakim Pektar 1277. godine. 

### Češki zapletaji i završni dio kraljevanja
Godine 1277. godine kralj Ladislav IV. je sklopio savez s njemačkim kraljem Rudolfom I. protiv češkog kralja Otakara II., koji je ugrožavao i Hrvatsko-Ugarsku Kraljevinu. Budući da je češki kralj odbio poziv kralja Rudolfa I. da mu ustupi Austriju, došlo je do rata. U bitki na Moravskom polju 1278. godine na njemačkoj strani se borilo i 40.000 vojnika iz Hrvatske i Ugarske, koji su pridonijeli pobjedi njemačkog kralja. Češki kralj je poginuo na bojnom polju, pa je Austrija pripala Habsburgovcima, koji su postali susjedi Ugarske i Hrvatske te su se ubuduće upletali u političke prilike u tim zemljama.
Iste te godine umro je herceg Andrija, pa je kralj Ladislav ostao jedini zakoniti Arpadović iz muške loze. Kralj je živio među Kumanima i ljubovao s njihovim ženama, a za svoju zakonitu suprugu uopće nije mario. Kumani su međutim i dalje živjeli nomadskim životom, zarobljeni narod su odvodili u ropstvo i ostali vjerni svojoj poganskoj vjeri. Kako kralj Ladislav nije ništa poduzimao da ih obrati na kršćanski vjeru, papa Nikola III. (1277. – 1280.) je bacio crkveno prokletstvo na Ugarsku. Tada je kralj nevoljko započeo više ratova protiv Kumana (1279.1282.) i pobijedio ih, ali se uskoro vratio njihovom načinu života. Zbog svega toga nastao je sukob između ugarskih plemića i kralja što je dovelo do anarhije u Ugarskoj. To je opet izazvalo veliko nezadovoljstvo, pa su neki velikaši počeli razmišljati da izaberu novog kralja, zbog čega je papa Nikola IV. proglasio napuljskog princa Karla Martela, sina ugarske princeze Marije, novim hrvatsko-ugarskim kraljem, no on nije nikada zatražio svoje pravo na krunu. Novonastalu je situaciju iskoristio i Andrija Mlečanin, sin Stjepana Postuma i na poziv plemstva krenuo po krunu. Međutim 1289. godine u Međimurju ga je zarobio neki velikaš i predao austrijskom vojvodi Albertu I., koji ga je zatočio. 
10. srpnja 1290. kralja Ladislava IV. Kumanca su ubili neki Kumani. Umro je u 28. godini bez potomaka, pa su velikaši na prijestolje pozvali iz Beča zatočenog Andriju Mlečanina, jedinog živućeg muškog potomka dinastije Arpadović.

## Vanjske poveznice
- Ladislav IV. Kumanac Hrvatska enciklopedija
- Ladislav IV. Kumanac Proleksis enciklopedija

| Prethodnik:                | hrvatsko-ugarski kralj (1272. – 1290.) | Nasljednik:                  |
| Stjepan V. (1270. – 1272.) | hrvatsko-ugarski kralj (1272. – 1290.) | Andrija III. (1290. – 1301.) |

| Prethodnik:                    | hrvatski herceg (1220. – 1226.) | Nasljednik:                       |
| Bela Arpadović (1261. – 1269.) | hrvatski herceg (1220. – 1226.) | Andrija Arpadović (1274. – 1278.) |